# Alison Routledge
Alison Mary Stuart Routledge (* 29. April 1960) ist eine neuseeländische Schauspielerin, die in Deutschland besonders durch den Science-Fiction-Film Quiet Earth – Das letzte Experiment bekannt wurde.

## Filmografie (Auswahl)
- 1984: Other Halves
- 1985: Quiet Earth – Das letzte Experiment (The Quiet Earth)
- 1986: Die Brücke ins Jenseits (Bridge to Nowhere)
- 1991: Twilight Love – Liebe aus dem Jenseits (The Returning)
- 2001: Rain
- 2001: Her Majesty
- 2005: Nothing Special (Kurzfilm)